# Lucanus ibericus
Lucanus ibericus (лат.) — жук из семейства рогачей.

## Описание
Длина тела 22—46 мм. Длина самцом формы f. major — до 46 мм, самцом формы f. minor — до 26 мм. Длина тела самок 22—37 мм. Тело уплощенное. Голова самцов с угловато выступающими щеками и высоким килем. Мандибулы достигают иногда значительных размеров, превышающих длину остальной части головы. Изменчивость: у самцов f. major мандибулы имеют 5—6 дополнительных внутренних зубцов(между базальным зубцом и вершинной развилкой), у f. minor мандибулы только c 2 зубцами.
Окраска смоляно-чёрная, с красновато-коричневыми мандибулами, но иногда весь жук окрашен в тёмно-коричневый или смоляно-чёрный цвет. Верх тела в мелких и очень густых точках, низ в редких и тонких бурых волосках.
Отличие от жука-оленя — булава усиков 6-члениковая, в то время как у жука-оленя на пересекающихся участках ареалов обоих видов — 4-члениковая.

## Ареал
Ареал вида включает Кавказ, Дагестан, Копетдаг (Туркменистан), Северный Иран, Малую Азию, юг Балканского полуострова. На Западном Кавказе и в Закавказье замещается близкими видами. Предпочитает умеренно влажные леса с дубом, буком, грабом. Предгорные леса на высотах до 1500 м над уровнем моря.

## Биология
Жуки встречаются с мая-июня по август. Активный лёт происходит в июле. Экология сходна с жуком-оленем. Яйца откладываются самками у основания мертвых деревьев под кору. Личинки развиваются в мертвой древесине дуба и граба — в подземной части их стволов, а также в старых пнях. Генерация 4-годичная. Окукливается в почве на глубине 15-20 см. Взрослые жуки охотно питаются вытекающим древесным соком.